# قائمة وزارات سوريا
تشكل الوزارات الحكومية السورية الحقائب الوزارية لمجلس الوزراء السوري.

## الوزارات الحالية
| اسم الوزارة                            |
| -------------------------------------- |
| وزارة الخارجية والمغتربين              |
| وزارة الأشغال العامة والإسكان          |
| وزارة الأوقاف                          |
| وزارة الإدارة المحلية والبيئة          |
| وزارة الإعلام                          |
| وزارة الاتصالات والتقانة               |
| وزارة الاقتصاد والتجارة الخارجية       |
| وزارة التجارة الداخلية وحماية المستهلك |
| وزارة التربية                          |
| وزارة التعليم العالي والبحث العلمي     |
| وزارة التنمية الإدارية                 |
| وزارة الثقافة                          |
| وزارة الداخلية                         |
| وزارة الدفاع                           |
| وزارة الزراعة والإصلاح الزراعي         |
| وزارة السياحة                          |
| وزارة الشؤون الاجتماعية والعمل         |
| وزارة الصحة                            |
| وزارة الصناعة                          |
| وزارة العدل                            |
| وزارة الكهرباء                         |
| وزارة المالية                          |
| وزارة الموارد المائية                  |
| وزارة النفط والثروة المعدنية           |
| وزارة النقل                            |
| وزارة التنمية الإدارية                 |
| وزارة الزراعة والإصلاح الزراعي         |
| وزارة الأوقاف                          |
| وزارة الاتصالات وتقانة المعلومات       |
| وزارة الثقافة                          |
| وزارة الدفاع                           |
| وزارة الاقتصاد والصناعة ‏               |
| وزارة التربية والتعليم                 |
| وزارة الطوارئ وإدارة الكوارث           |
| وزارة الطاقة                           |
| وزارة المالية                          |
| وزارة الخارجية والمغتربين              |
| وزارة الصحة                            |
| وزارة التعليم العالي والبحث العلمي     |
| وزارة الإعلام                          |
| وزارة الداخلية                         |
| وزارة العدل                            |
| وزارة الإدارة المحلية والبيئة          |
| وزارة الأشغال العامة والإسكان          |
| وزارة الشؤون الاجتماعية والعمل         |
| وزارة النقل                            |
| وزارة السياحة                          |
| وزارة الرياضة والشباب                  |

## الوزارات السابقة
- وزارة الري
- وزارة شؤون رئاسة الجمهورية (استُبدلت بالأمانة العامة لرئاسة الجمهورية)[2]
- وزارة الاقتصاد والتجارة الخارجية
- وزارة الصناعة
- وزارة النفط والثروة المعدنية
- وزارة الكهرباء
- وزارة الموارد المائية
- وزارة التجارة الداخلية وحماية المستهلك
- وزارة المغتربين
- وزارة الري
- وزارة شؤون رئاسة الجمهورية
- وزارة الدولة لشؤون تنمية المنطقة الجنوبية
- وزارة الدولة لشؤون الاستثمار والمشاريع الحيوية وتنمية المنطقة الجنوبية
- وزارة الدولة لشؤون مجلس الشعب

## أنظر أيضا
- مجلس الوزراء
- قائمة رؤساء وزراء سوريا